# 神戸市立白川台中学校
神戸市立白川台中学校（こうべしりつ しらかわだいちゅうがっこう）は、兵庫県神戸市須磨区にある公立中学校。
通称、「白中」と呼ばれている。

## 校訓
- 自主
- 協調
- 友愛

## 目標
教育目標
「共に生きる力」を育もう
教育努力目標
授業を大切にしよう。
規律ある生活をしよう。
思いやる心とたくましい体をつくろう。

## 校歌
当校の校歌の作詞者は、玉木格、作曲者は、作曲家の市川都志春である。

## 部活動

### 運動部
- 野球部
- 陸上競技部
- 剣道部
- ソフトテニス部
- 女子バレーボール部

### 文化部
- 吹奏楽部
- 総合文化部

## 委員会
- 正副委員 男女1名ずつ
- 文化委員 男女1名ずつ
- 美化委員 男女1名ずつ
- 生活委員 男女1名ずつ
- 保健委員 男女1名ずつ
- 図書委員 男女1名ずつ
- 体育委員 男女1名ずつ

## 生徒会
- 生徒会長 1名
- 副会長 1名
- 書記 2名
- 各委員会・委員長

## 制服
- 男子　
  - 冬服はブレザー、スラックス、カッターシャツ、ネクタイである。
  - 夏服はポロシャツ、スラックスである。
- 女子　
  - 冬服はブレザー、ブラウス、プリーツスカートかスラックスである。
  - 夏服は、ポロシャツ、スカートである。

## 交通アクセス
- 地下鉄名谷駅より
  - 市バス70系統　白川台センター前下車西へ約400m
  - 市バス83系統　白川台中学校前下車すぐ

## 通学区域が隣接している学校
- 神戸市立須磨北中学校
- 神戸市立東落合中学校
- 神戸市立西落合中学校
- 神戸市立太山寺中学校
- 神戸市立山田中学校
- 神戸市立鵯台中学校